# Анновка (Близнюковский район)
Анновка (укр. Ганнівка), село, 
Добровольский сельский совет,
Близнюковский район,
Харьковская область.
Код КОАТУУ — 6320682503. Население по переписи 2001 г. составляет 174 (77/97 м/ж) человека.

## Географическое положение
Село Анновка находится на правом берегу реки Опалиха, есть мост.
На одном из ручьев-притоков сделана запруда ~3,5 га, на севере примыкает село Якововка, на юге – Доброволье.

## Происхождение названия
Русское название Анновка сильно отличается от украинского Ганнівка, что часто приводит к путанице в документах.

## История
- 1858 - дата основания.

## Экономика
- В селе есть молочно-товарная ферма.